# يريس
يريس هي بلدية في مقاطعة إسون ، في الضواحي الجنوبية الشرقية من باريس ، فرنسا . تقع 18.3 كيلومتراً (11.4 ميل ) من وسط باريس.

## سكان
يُطلق على السكان اسم Yerrois باللغة الفرنسية.

## الموقع الجغرافي
تقع يريس في الجزء الشمالي الشرقي من إسون وعلى حدود مقاطعة وادي المرن فال دي مارن . تمتد البلدة على جانبي الوادي الذي يتدفق من خلاله نهر يريس . أعلى نقطة هي منطقة مونت جريفون المشجرة التي يصل ارتفاعها إلى 116 مترًا ، في حين أن أدنى نقطة تقع على ارتفاع 30 مترًا فقط فوق مستوى سطح البحر.

## مشاهد

### عقارات كايلبوت

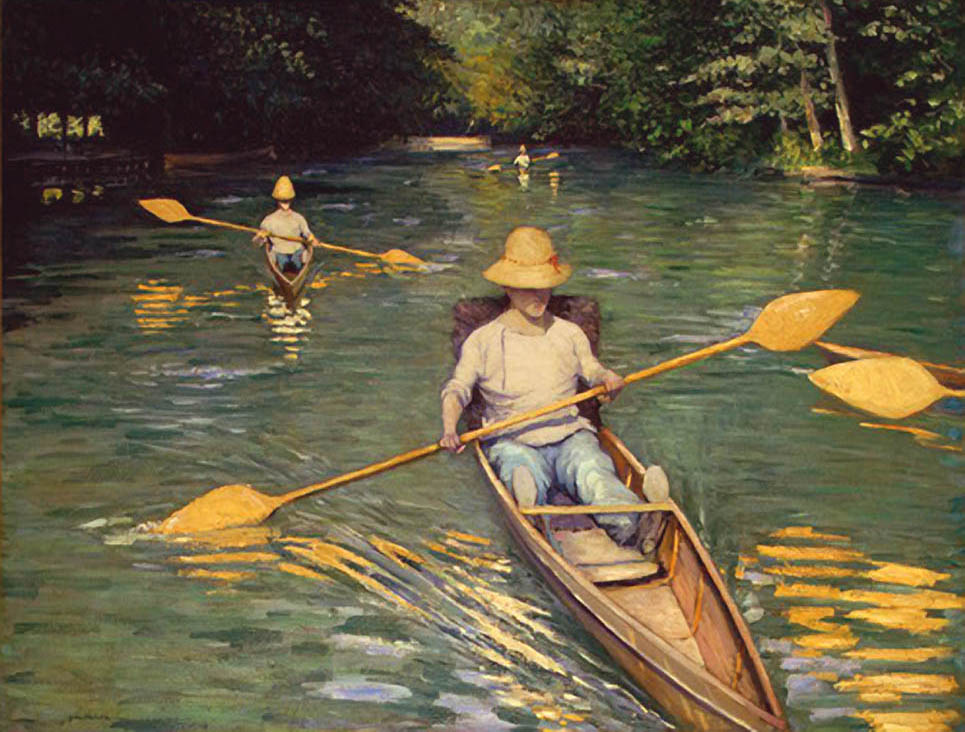
ليس كانوتييه ، ج. كايليبوت

في عام 1860 ، اشترى والد جوستاف كايليبوت عقارًا على ضفاف نهر يريس ورسم الانطباعي الشهير حوالي 80 لوحة هناك ، حتى بيع العقار في عام 1879. أشهر اللوحات التي رسمها الفنان في يريس هي صور الريف و السباحون ، حواف اليريس التجديف على السواحل الملكية وحديقتها الرائعة الآن مملوكة للمدينة ومفتوحة للزوار.

### كنيسة سانت أونست
يعود تاريخ أول أبرشية يريس إلى القرن الثاني عشر. في ذلك الوقت كانت توجد كنيسة خشبية في المكان الذي يقف فيه مبنى الكنيسة الحالي. على مر السنين ، كان للكنيسة قديسين مختلفين: سانت لوبوس ، وسانت فنسنت (تكريمًا لمزارع الكروم العديدة التي كانت تُحسب في المدينة سابقًا) ، والقديس فياكري والآن القديس هونستوس . ربما تم بناء الكنيسة التي يمكن رؤيتها في وسط المدينة في القرن الثالث عشر ولكن تم تعديلها لاحقًا.

## المواصلات
يخدم Yerres محطة Yerres على خط Paris RER D.

## المدن التوأم - المدن الشقيقة
يريس توأمة مع: 
- Mendig, Germany
- Sainte-Brigitte-de-Laval, Canada